# Parafia św. Joachima w Skawinkach
Parafia św. Joachima w Skawinkach – rzymskokatolicka parafia archidiecezji krakowskiej wchodząca w skład dekanatu Kalwaria.

## Kościół parafialny
W 1954 r. drewniany kościół został przeniesiony z Przytkowic. Został wybudowany w XVI w. i nosił wezwanie św. Katarzyna i Świętej Trójcy. Do 15 sierpnia 1982 roku stanowił filię kościoła parafialnego w Lanckoronie. W dniu tym został wydzielony jako osobna parafia przez księdza kardynała Franciszka Macharskiego.
Miejscowości należące do parafii to wsie: Skawinki, Stronie i Lanckorona-Łaśnica (1400 wiernych).

## Odpust
Św. Joachima, niedziela po 26 lipca.

## Informacje o nabożeństwach
Msza Święta w niedziele: 8:00, 9:30 i 11:00 (wielki post 16:00).